# Drammen HK
Il Drammen Håndballklubb è una squadra di pallamano maschile norvegese con sede a Drammen.

È stata fondata nel 1992.

## Palmarès

### Trofei nazionali
- Campionato norvegese di pallamano maschile: 4
  - 1996-97, 2006-07, 2007-08, 2009-10.

### Trofei internazionali
- City Cup: 1
  - 1995-96.